# بولدوزر

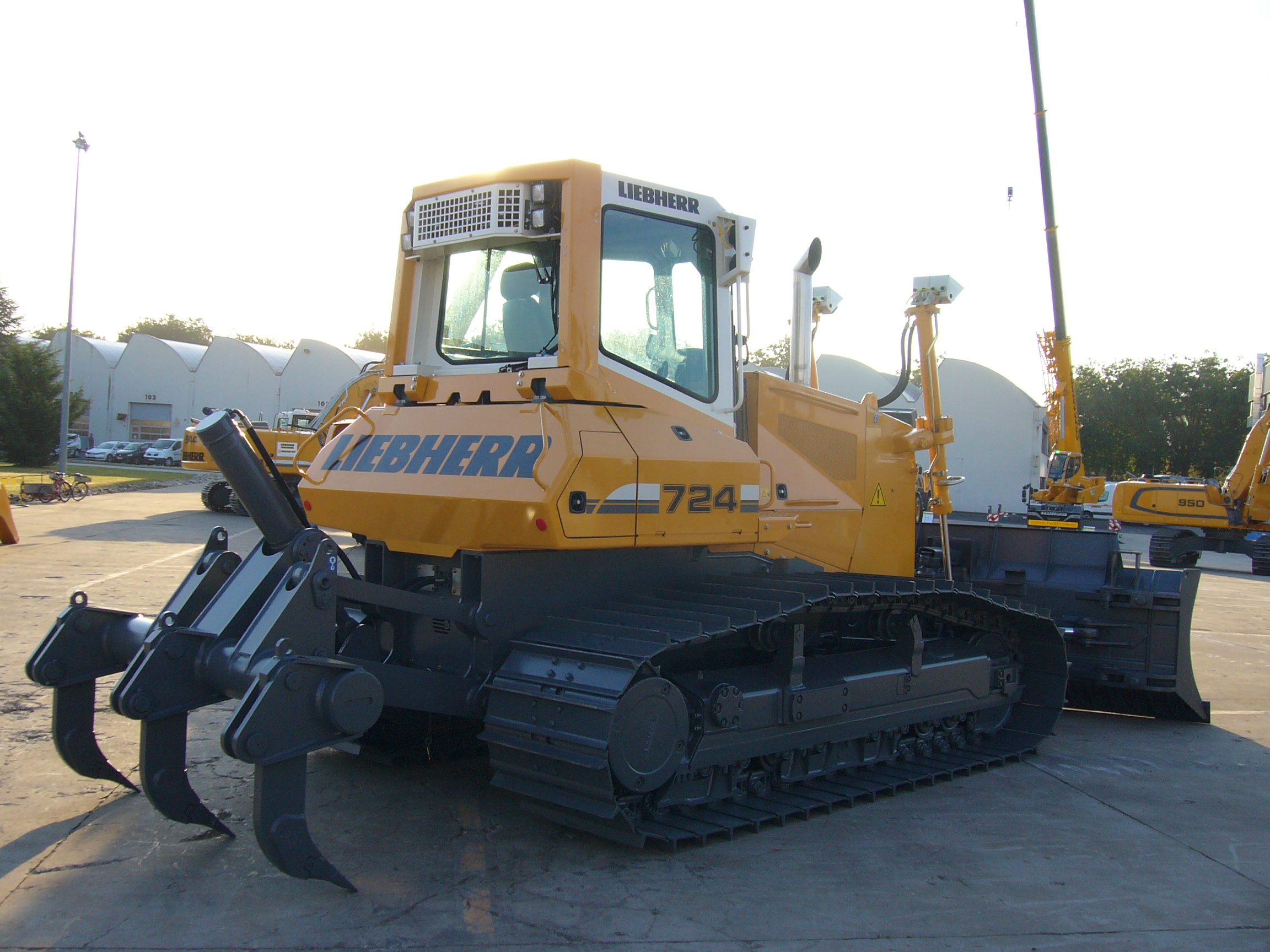
بولدوزر ساخت لییبهر

بولدوزر (به انگلیسی: Bulldozer) یا هموارساز یکی از ماشین‌آلات راه‌سازی و عمرانی می‌باشد که نحوهٔ حرکت آن به صورت خزیدن به‌وسیلهٔ چرخ‌های زنجیری است. این ماشین دارای تیغهٔ فولادی در جلواست که توانایی جابجایی حجم‌های گسترده‌ای از برف، خاک، شن، ماسه، نخاله و … را در حین کار دارد.
واژهٔ بولدوزر بعضی مواقع برای نامیدن هرگونه ماشین‌آلات سنگین مهندسی نیز استفاده می‌شود.

## پیشینه

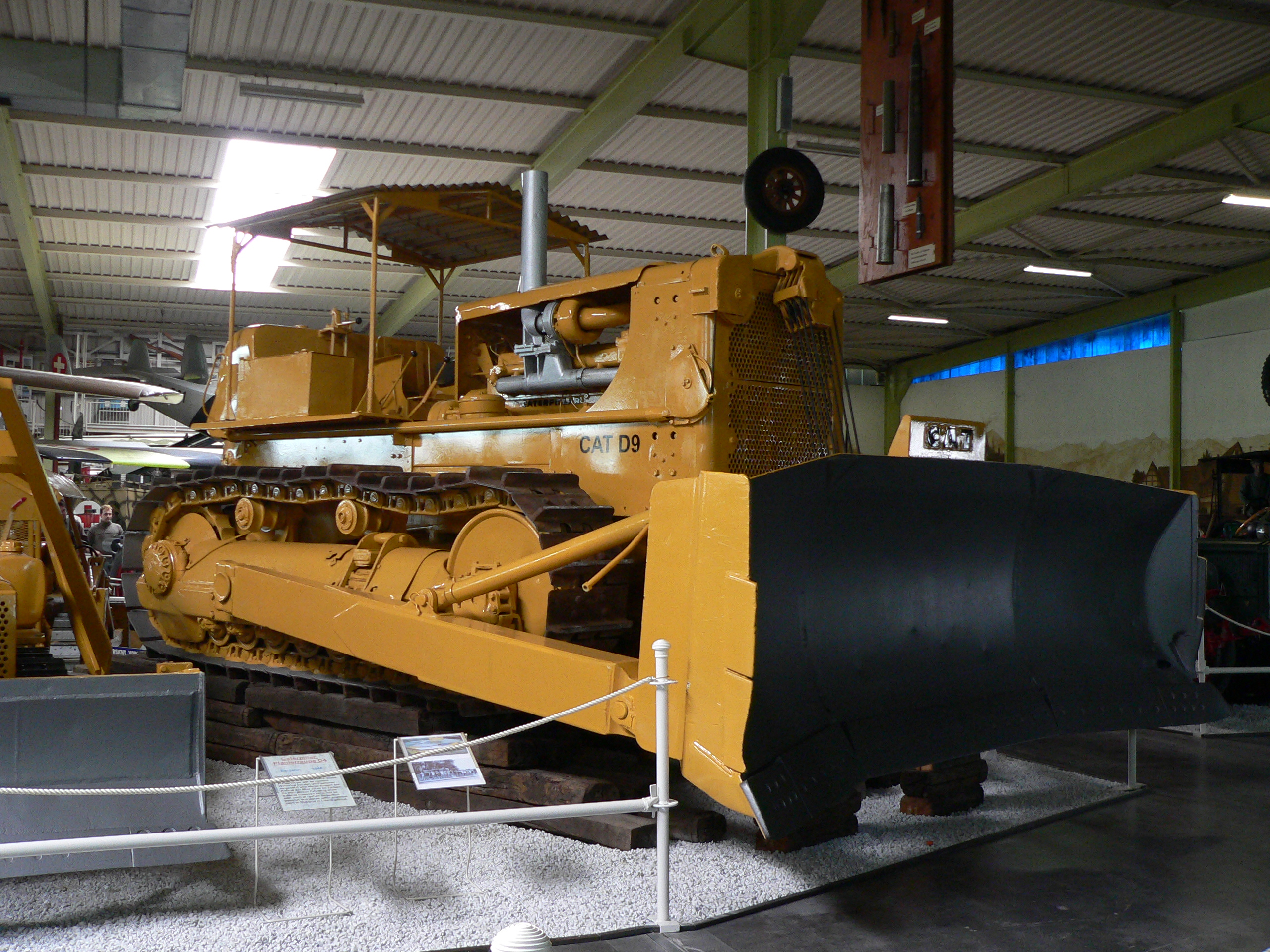
یک مدل بولدوزر قدیمی کاترپیلار مدل D9 در موزهٔ سین‌شیم آلمان

اولین بولدوزرها از روی تراکتورهای مزرعه الگوبرداری شدند که برای شخم‌زدن استفاده می‌شدند. قابلیت تغییر در این ماشین‌آلات در زمین‌های نرم برای بارگیری و ساخت جاده منجر به تبدیل آن‌ها به تانک در جنگ جهانی اول شد.
در سال ۱۹۲۳ میلادی، یک کشاورز جوان به نام جیمز کامینگز و یک نقشه‌کش به نام جی اِرل مکلود اولین طرح را برای بولدوزر ساختند. یک نسخه از آن طرح در پارک مورووی، کانزاس جاییکه آن دو اولین بولدوزر را ساختند در معرض نمایش عموم است.
در دههٔ ۱۹۲۰ میلادی، استفاده از ماشین‌های چرخ زنجیری به ویژه کاترپیلار برای حفر کانال، بالابردن زمین به منظور ساخت سد و سایر کارهای مرتبط با زمین معمول شد. این ماشین‌ها به قطعه‌ای فولادی در جلو که بعدها تیغه نامیده‌شد مجهز شدند. تیغه‌ها به منظور استفاده‌های گوناگون در انواع مختلفی طراحی و ارائه شدند. در مدل‌های اولیه کاربر ماشین در بالای ماشین و بدون کابین می‌نشست.
در طول سالها، بولدوزرها برای پاسخگویی به عملیات زمینی بسیار بزرگ و حجیم بزرگ‌تر و قدرتمندتر شدند. کارخانه‌هایی نظیر کاترپیلار، کوماتسو، فیات آلیس، جان دییر، کِیس، لیبر، تِرکس و جی‌سی‌بی شروع به ساختن ماشین‌آلات سنگین عمرانی و ساختمانی نظیر بولدوزر، بیل هیدرولیکی، لودر و … کردند.
بولدوزرها بسیار پیچیده‌تر شدند. مهم‌ترین پیشرفت، قوی‌تر شدن موتورها، قابلیت اطمینان بیشتر حرکتی، زیربندی بهتر، نصب کابین، سیستم هیدرولیک (در مدل‌های اولیه از کابل استفاده می‌شده‌است)، بازوها و قابلیت جابجایی و هدایت بیشتر و آسان‌تر آن‌ها و تیغه‌ها می‌باشد. به‌عنوان یک انتخاب می‌توان بولدوزر را به ریپر عقب به منظور خرد کردن سنگ و نرم کردن مسیر مجهز نمود. جدیدترین فناوری نصب شده بر روی بولدوزرها در سالهای اخیر سیستم جی‌پی‌اس (GPS) است.
بهترین تولیدکنندهٔ شناخته‌شدهٔ بولدوزر در دنیا کارخانهٔ کاترپیلار می‌باشد که تمام محبوبیتش را با ساخت ماشین‌آلات مقاوم و قابل اطمینان کسب کرده‌است. این ماشین‌آلات از تغییر دادن تراکتورها بوجودآمدند و تبدیل به ماشین‌آلات عظیم راهسازی شدند و در ادامه در مصارف نظامی نیز بکار گرفته شدند. شناخته‌شده‌ترین مدل ماشین‌آلات کاترپیلار مدل D9 است که در پاکسازی مین و تخریب مواضع دشمن بکار گرفته شده‌است.

## ویژگی‌ها
بیشتر مواقع، بولدوزرها بزرگ و دارای موتورهای قدرتمند می‌باشند. چرخ زنجیری به آن‌ها قابلیت مانوور بسیار عالی در زمین‌های نامسطح و ناهموار می‌دهد. زنجیرهای پهن، وزن ماشین را در فضای گسترده‌ای پخش می‌کند و مانع فرورفتن و گیرکردن ماشین در زمین‌های شنی و گِلی می‌شود. زنجیرهای فوق پهن به زنجیرهای باتلاقی شهرت دارند. قدرت ایستایی زیاد بولدوزر به زمین و تقسیم‌کنندهٔ گشتاور این ماشین، سبب تبدیل نیروی موتور به قابلیت کششی می‌شود که اجازه می‌دهد بولدوزر از وزن بالای خود برای جابجایی موانع و اجسام سنگین سر راه خود استفاده کند. برای مثال کاترپیلار مدل D9 به آسانی می‌تواند تانکهایی با وزن ۷۰ تُن را دنبال خود بکشد.
قطعات ابتدایی بولدوزر شامل تیغه و ریپر می‌باشد.

### ریپر

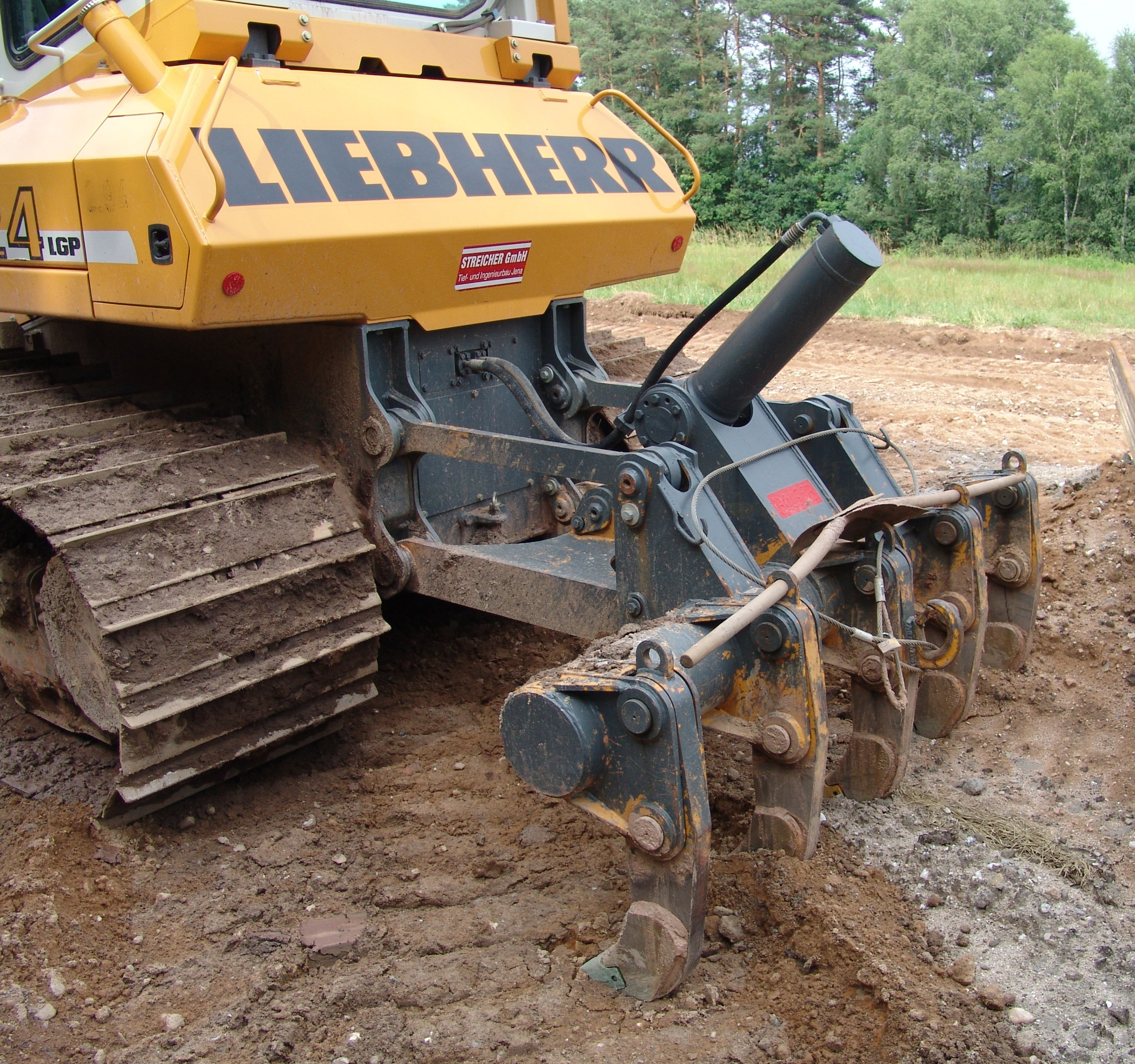
شیارزن دارای چندین ساق

ریپر یا شیارزن، قطعه‌ای دراز و چنگال مانند می‌باشد که در پشت بولدوزر نصب می‌شود و می‌تواند تک ساق (single shank) یا دارای چندین ساق (multi shank) باشد. برای شیار زدن‌های سنگین از مدل تک ساق آن بیشتر استفاده می‌شود. ریپرها دارای قلمهایی (در انتهای آن‌ها که با زمین برخورد می‌کند) از جنس فولاد تنگستندار می‌باشند.
شیار زدن صخره‌ها باعث می‌شود که سطح زمین به سنگ‌ریزه‌ها و قطعات کوچک‌تر تقسیم شده و در نهایت جابجایی آن را آسان‌تر می‌کند. شیارزدن‌های کشاورزی باعث تسطیح زمین‌های سخت و صخره‌ای شده و زمین را قابل کشت می‌کند.

### تیغه
تیغهٔ بولدوزر یک قطعهٔ فولادی سنگین می‌باشد که در قسمت جلوی ماشین نصب می‌شود. هدف از نصب آن هل دادن اجسام، جابجایی موانع و نخاله می‌باشد و دارای ۳ مدل می‌باشد:
1. تیغهٔ راست (Straight Blade)، که کوتاه می‌باشد و دارای انحنای جانبی و بغل تیغه نمی‌باشد و از آن برای تسطیح استفاده می‌کنند.
2. تیغهٔ یونیورسال (Universal Blade)، که بلند، دارای انحنا و بغل‌های بزرگ می‌باشد که قابلیت جابجایی بیشتر مواد را دارد.
3. تیغهٔ مرکب (S-U combination Blade)، که کوتاه‌تر می‌باشد، انحنای کمتر دارد و دارای بغل‌های کوچک‌تر است. از این تیغه برای هل‌دادن سنگ‌های بزرگ مانند سنگ‌های معدنی استفاده می‌شود.

## کاربردها

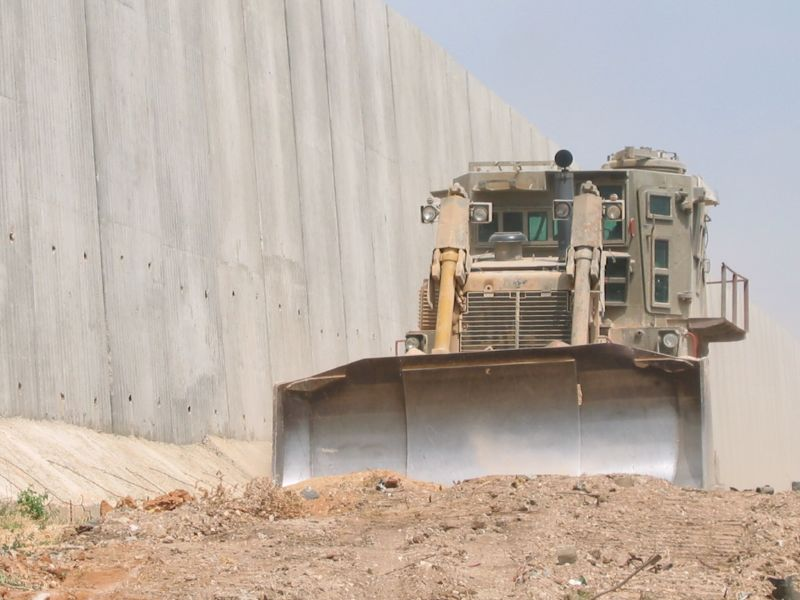
بلدوزر کاترپیلار مسلح‌شده توسط نیروهای دفاعی اسرائیل

بولدوزرها در سایتهای کاری بزرگ و کوچک، معادن، کارگاه‌های راه‌سازی، استحکامات نظامی، کارخانجات سنگین صنعتی و پروژه‌های وسیع دولتی استفاده می‌شوند.
- نگهداری راه‌های موقت خاکی
- برداشتن لایه سطحی خاک و پاکسازی آن از بوته‌ها (دکاپاژ)
- ایجاد راه‌های موقتی در کوهستان و زمین‌های سنگلاخی
- هل دادن اسکریپر و بهبود عملکرد آنها

## نقاط قوت بلدوزر
بلدوزر معمولاً برای عملیات‌های خاکی در فواصل کوتاه قرار گرفته که به این فاصله، فاصله عملیاتی گفته می‌شود.
حداقل این فاصله ۸ متر و حداکثر آن ۱۰۰ متر می‌باشد.
لازم است ذکر شود انتخاب صحیح تیغه، نوع ماشین و استفاده از بولدوزرهای پهلو به پهلو باعث بهبود عملکرد آن می‌شود.

### بولدوزرهای زره‌پوش شده
بعضی از بولدوزرهای نظامی، برای مقابله با آتش و حملهٔ دشمن زره‌پوشی شده‌اند و این امکان به ماشین داده می‌شود تا در میدان‌ها جنگ عملیات انجام دهد. معروفترین این بولدوزرها احتمالاً کاترپیلار D9 IDF می‌باشد که توسط ارتش اسرائیل برای انجام عملیات انفجاری و تخریب بناها مورد استفاده قرار گرفته‌است. شرکت کاترپیلار هیچ‌گونه زرهی هرگز نه ساخته و نه پیاده کرده‌است و ساختن و پیاده‌سازی آن توسط IDF صورت گرفته‌است؛ ولی بعضی از کاربران مانند ارتش آمریکا، این کیت‌ها را از IDF خریداری کرده و بر روی D90های خود نصب می‌کنند. طراحی‌ها متفاوتند ولی کیت زره‌پوش به تنهایی حدود ۱۰ تن به وزن بلدوزر اضافه می‌کند که وزن ماشین بدون آن در حدود ۴۹ تن می‌باشد.
بعضی از بولدوزرهای زره‌پوش شده، توسط کاربران معمولی و غیردولتی برای مقابله با پلیس یا تماشاگران برای جلوگیری از مداخله در کارهایی مانند اعتصاب یا جلوگیری از تخریب بناها مسلح شده‌اند.